# بتلفیلد هیروز (فیلم)
بتلفیلد هیروز (به انگلیسی: Battlefield Heroes) فیلمی در ژانر جنگی، کمدی، و درام است که در سال ۲۰۱۱ منتشر شد. از بازیگران آن می‌توان به لی مون-شیک و جونگ جین یونگ اشاره کرد.

## خلاصه فیلم
فیلم در مورد وقایع هشت سال پس از هوانگ‌سان‌بول است. کشور قدرتمند شیلا در صدد دوستی با تانگ است تا بتواند گوگوریو کشور قدرتمند چند صد ساله را برای همیشه نابود کند. اما کیم یوشین مشاور ارشد و وزیر دانای شیلا خوب می‌داند که تانگ بخاطر اخلاق بد و حرص زیاد امکان دارد بعد از نابودی گوگوریو به شیلا نیز حمله کند به همین دلیل …

## بازیگران
- جونگ جین یونگ در نقش کیم یوشین
- لی مون شیک در نقش گئوشیگی
- ریو سونگ ریونگ در نقش یئون نام گئون
- یون جه-مون در نقش یئون نام سانگ
- لی کوانگ-سو در نقش مون دی
- لی وون جونگ در نقش یون گه‌سومون
- سون‌وو سون در نقش گاپ سون
- کانگ ها نول در نقش یئون نام سان